# Espalàcids
Els espalàcids (Spalacidae) són una família de rosegadors del grup dels muroïdeus que viuen a Àfrica, el sud-est d'Europa i Àsia. La família conté els miospalacins, les rates del bambú (Rhizomys i Cannomys), els taciorictins i els espalacins. Totes les espècies estan adaptades a un estil de vida subterrani i comparteixen característiques com ara la reducció o absència d'ulls, un cos compacte, una cua curta (menys de 50% de la llargada cap-cos) i una reducció del tercer queixal. Al segle XX la majoria de científics creien que aquestes característiques comunes eren un exemple de convergència evolutiva, però a principis del segle xxi, les anàlisis d'ADN demostraren que aquests grups formen un clade, que és el grup germà de tots els altres muroïdeus.